# Nike Mahlhaus

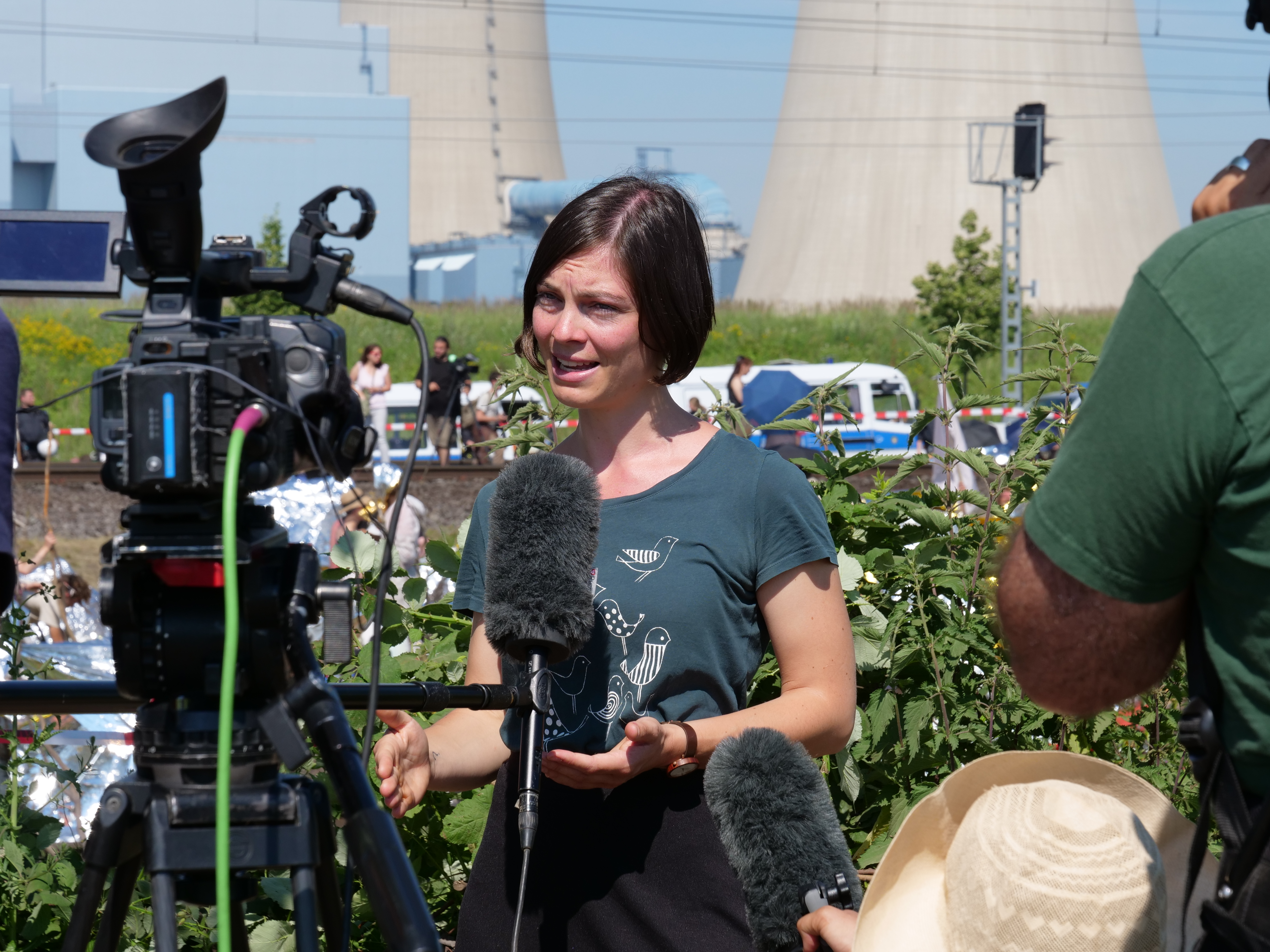
Mahlhaus bei einem Interview während einer Blockadeaktion am Kraftwerk Neurath.

Nike Mahlhaus (Pseudonym; geb. ca. 1993) ist eine deutsche Umweltschützerin, die durch ihr Engagement für den Kohleausstieg bekannt ist. Sie ist seit 2019 die Sprecherin der Bewegung Ende Gelände, die für radikale Protestformen für den Klimaschutz eintritt.

## Positionen
Mahlhaus tritt nach eigenen Aussagen nur unter Pseudonym auf, um sich Strafverfolgung zu entziehen und Hasskommentaren aus dem Internet zu entgehen. Sie war 2019 Gegnerin des Kohlekompromisses: „Noch 20 Jahre Kohlekraft sind 20 Jahre Kohlekraft zu viel. Dem stellen wir uns entgegen“, so Mahlhaus.
Sie sieht zivilen Ungehorsam als legitimes Mittel im Engagement für den Kohleausstieg. Beispielsweise äußerte sie sich nach der Festnahme von Aktivisten im Lausitzer Braunkohlerevier: „Hier setzen sich Menschen für eine lebenswerte Zukunft ein, dafür werden sie einfach eingesperrt. Neue Polizeigesetze sollen ihnen dabei noch entgegenkommen.“ Sie geht davon aus, dass sich die Klimakrise nur noch mit zivilem Ungehorsam überwinden lasse. Dabei wird die Verletzung von Strafgesetzen für notwendig erachtet: „Unser Protest mag Gesetze überschreiten, doch die Klimakrise macht es notwendig“.
Mahlhaus engagiert sich auch feministisch. So sagte sie einmal: „Wir hätten gern, dass Geschlecht keine Rolle spielt, aber in dieser Welt leben wir noch nicht.“ Als Beispiel nennt sie das von ihr vertretene Bündnis Ende Gelände, das in der Vergangenheit sowohl Pressesprecher als auch Pressesprecherinnen gehabt habe. Auf Basis einer Medienanalyse wurde festgestellt, dass trotz ähnlichen Redeanteilen der männliche Sprecher deutlich öfter zitiert wurde, sodass sich Ende Gelände entschied, nur noch Pressesprecherinnen zu beschäftigen. Die Nutzung der Protestform des zivilen Ungehorsams habe auch zur Einführung des Frauenwahlrechts geführt.

## Rezeption
Der Filmemacher und Photograph Jim Rakete und die Drehbuchautorin Claudia Rinke porträtierten u. a. Mahlhaus in ihrem 2020er Dokumentarfilm „Now“ über junge Klimaaktivisten.